# Ostrołęka
Ostrołęka (udtale: [ɔstrɔˈwɛŋka]  ( hør) er en by og en kommune (Gmina) der ligger ved floden Narew, i det østlige, centrale Polen, i voivodskabet Masovien (Województwo mazowieckie). Ostrołęka har 48.712(2023) indbyggere og et areal på 33,46 km². Den og administrationsby i powiatet (amt) Ostrołęka.

## Historie
Området blev en del af den fremvoksende polske stat under dens første historiske hersker Mieszko 1. i det 10. århundrede, og efter det 12. århundredes fragmentering af riget var det en del af Hertugdømmet Masovien .
Byens navn refererer til en sand og mudderslette på venstre side af floden Narew, som jævnligt oversvømmedes om foråret gennem århundrederne. I det 11. eller 12. århundrede blev der bygget et lille fort på en ø, kun en kilometer vest for den moderne bymidte. Fortet var et af få sparsomt byggede fæstningsværker langs Narew-floden på det tidspunkt. En landsby udviklede sig omkring fortet over tid, og er i dag forbundet som den oprindelige bosættelse af Ostrołęka. På trods af manglen på en nøjagtig dato for Ostrołękas grundlæggelse, blev den første gang nævnt som en by i provinsloven af 1373 af hertug Siemowit 3. af Masovien, og derfor er året 1373 blevet den mest almindeligt associerede dato for erhvervelse af byrettigheder.